# Saverio Mattei
Saverio Mattei (Montepaone, 19 ottobre 1742 – Napoli, 31 agosto 1795) è stato un letterato, musicista, avvocato e storico della musica italiano.

## Biografia
Era padre di Gregorio Mattei. Si trattava di una famiglia di ricchi possidenti terrieri; il padre era esperto di diritto e di amministrazione feudale, oltre che di musica e di poesia.
A dieci anni andò a studiare nel Seminario arcivescovile di Napoli, dove studiò il latino, il greco e l'ebraico. Nel 1759 sempre a Napoli conseguì il dottorato in diritto.
A 19 anni ritornò in famiglia per sposare, per imposizione materna, Giulia Capece Piscicelli dei baroni di Chiaravalle.

### Prime opere letterarie e musicali
A soli diciassette anni, nel 1759, pubblicò la sua prima opera, le Exercitationes per saturam. Iniziò quindi a lavorare alla traduzione poetica in italiano dei Salmi biblici, la sua opera maggiore. La traduzione dall'ebraico in lingua italiana aveva un forte significato: dava impulso alla volgarizzazione della cultura e in particolare di quella biblica, che così si offriva al di fuori degli ambienti eruditi in un idioma comprensibile. L'intento era perseguito corredando i testi di illustrazioni letterali e spirituali. Numerosi di questi Salmi furono convertiti in musica da compositori di fama come Hasse, Jommelli, Piccinni, Paisiello, Mozart.
Nel 1766 fece stampare a Napoli La contesa dei pastori, una cantata in musica. Sempre nel 1766 pubblicò a Napoli il primo tomo dei Libri poetici della Bibbia, un'altra traduzione italiana dall'ebraico: la sua fortuna gli procurò l'insegnamento di grammatica greca nel collegio ex gesuitico del Salvatore. L'intera opera de I libri poetici della Bibbia tradotti dall'ebraico originale, ed adattati al gusto della poesia italiana… fu pubblicata in tre volumi tra il 1766 e il 1768 (i volumi divennero sei nell'edizione del 1774 e  otto in quella del 1779). L'opera gli valse la notorietà negli ambienti letterari e alcune corrispondenze epistolari con i maggiori intellettuali di quegli ambienti, tra cui Pietro Metastasio e Melchiorre Cesarotti; altrettanta fama si guadagnava nel frattempo nell'ambiente musicale.

### Interessi musicali
Mattei si impegnò in una diatriba polemica con il biblista francese Augustine Calmet sulla imitabilità e paragonabilità degli strumenti musicali contemporanei a quelli degli antichi. Pur avendo tradotto testi biblici per la successiva riduzione in musica, egli non riteneva raffrontabile il nuovo linguaggio musicale con quello delle civiltà antiche. L'autorevolezza opprimente del precedente greco-classico imponeva ai suoi contemporanei la ricerca di un linguaggio musicale raffinato, sul modello catartico della antica tragedia greca; una ricerca che si rivelerà fuorviante per le soluzioni individuate da Gluck in Francia, per la sua riforma del melodramma, ma che non era immune da un vizio di fondo che era la pretesa della perfezione nella musica antica. Mattei individuava piuttosto la soluzione alle esigenze musicali nella ricerca dell'armonia tra musica e poesia; un equilibrato connubio che solo la moderna poesia di Metastasio aveva consentito. Anche la musica moderna aveva tuttavia i suoi vizi, come quella del passato: Mattei detestava la corruzione e la decadenza dei teatri della sua epoca, tra le amministrazioni e gli artisti mediocri che ne partecipavano.
Nelle sue dispute epistolari, non mancò di definire il valore pedagogico della musica e la sua attitudine a rivolgersi a tutti, quindi essere “popolare”. Molti detrattori non compresero la novità del suo messaggio e lo accolsero come un sacrilegio, rispetto all'argomento sacro; non Alfonso de’ Liguori, che invece apprezzò la semplicità del suo linguaggio. 
Parallelamente si svolse l'attività strettamente musicale: fu incaricato fin dal 1768 di comporre cantate celebrative per i sovrani, da eseguirsi nel Teatro di San Carlo. Tra l'attività di filologo-linguista, quella di letterato-intellettuale e quella di musicista-esperto di musica, l'attività principale del Mattei fu la più venale professione forense. In sé convergevano tutte le facce dell'eclettico intellettuale dell'epoca: avvocato per vivere, filologo e teologo di fama, grecista e poeta di formazione, ma anche storico della musica e musicista, suonava il salterio, l'arpa, il flauto.

### Attività forense

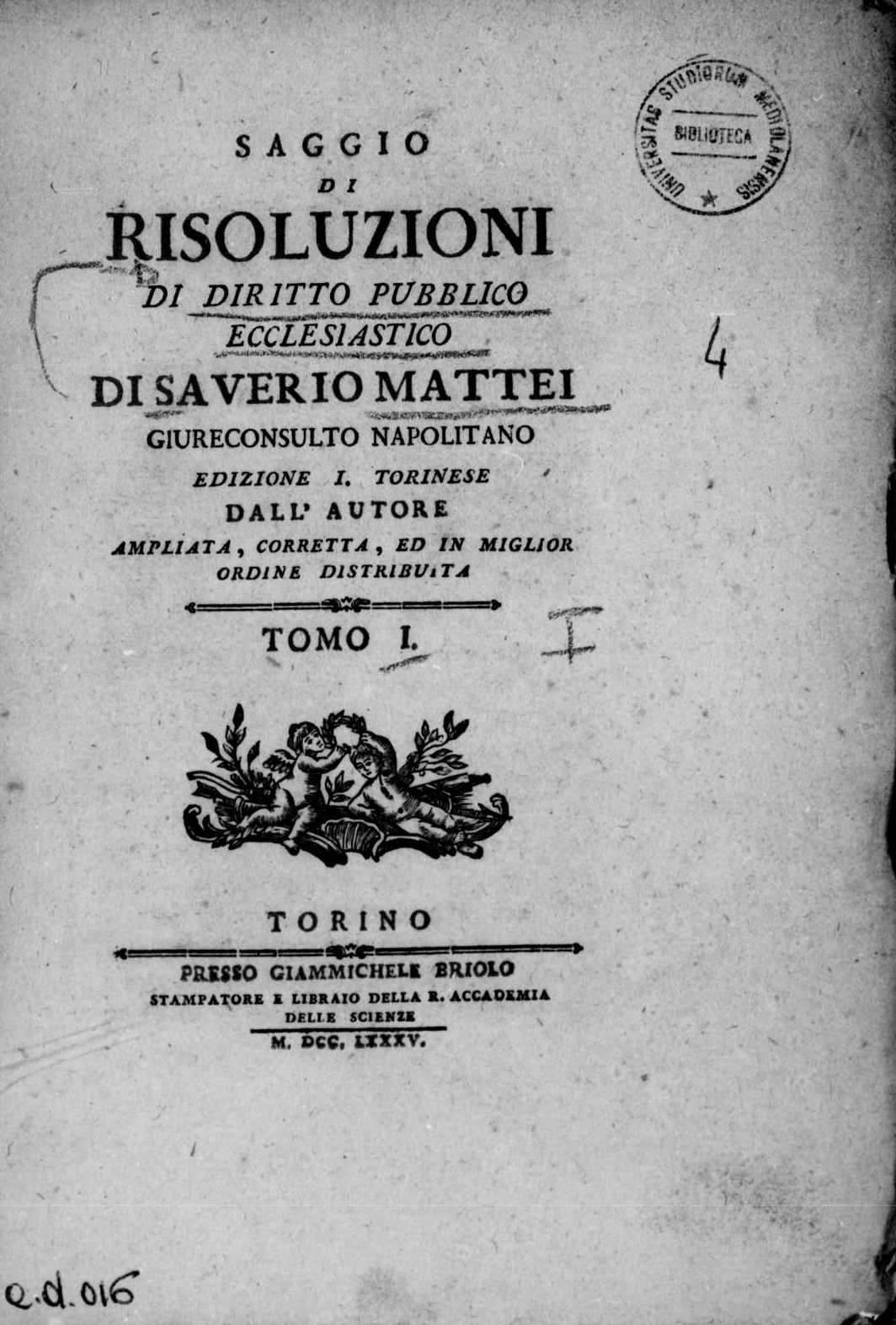
Saggio di risoluzioni di diritto pubblico ecclesiastico, 1785

Nonostante l'attività letteraria, per vivere dignitosamente si dedicò all'avvocatura. Anche in questo campo non mancarono pubblicazioni, senza trascurare saggi letterari e traduzioni di opere classiche.
Dopo il 1777, Mattei ottenne i primi incarichi amministrativi. Fu uditore dei Castelli e poi avvocato fiscale della giunta delle Poste. 
Due anni dopo morirono il padre, al quale era profondamente legato, e la moglie. Cinque anni dopo sposò Orsola Criscuoli, dalla quale ebbe il figlio Tommaso. Dal primo matrimonio aveva avuto due femmine e due maschi. Questi ultimi parteciparono agli avvenimenti della Repubblica napoletana del 1799 e per quest'imperatrice Maria Teresa d'Austria.
Nell' Elogio del Jommelli o sia Il progresso della poesia e della musica teatrale entrava in forte polemica con il musicista francese Gluck e con la sua asserita riforma del melodramma.
Dopo essere stato nominato fiscale dell'Udienza generale di guerra e casa reale nel 1786, si recò a Roma per occuparsi dell'Ufficio postale del regno di Napoli.
Nel 1787 dette alle stampe un lavoro di notevole interesse sulla riforma giudiziaria con particolare attenzione alla giustizia militare, Che la dolcezza delle pene sia giovevole al Fisco più che l'asprezza. Paradosso politico, e legale di S. M. S'aggiunge la Costituzione emanata ultimamente in Toscana sulla riforma del Codice Criminale. In quest'opera Mattei esponeva il suo ideale, ispirato da Cesare Beccaria, di una monarchia fondata su leggi moderate.
Nel 1788 pubblicò Del codice economico, politico, e legale delle poste, con le proposte per migliorare l'organizzazione dell'ufficio postale del regno.
Alcuni nuovi incarichi migliorarono le sue condizioni economiche: raggiunse con la toga una certa fortuna, ma soprattutto nel 1790 fu nominato delegato del conservatorio della Pietà dei Turchini, dove poteva valorizzare le sue competenze musicali. Rinnovò così il conservatorio e creò l'archivio filarmonico e della biblioteca musicale. Nel 1795 fu nominato avvocato fiscale delle poesie di corte e delle rappresentazioni teatrali nella Deputazione dei teatri e spettacoli: incarico che gli permise di influenzare, con la propria proposta, il contenuto di un regio dispaccio che ordinasse agli impresari teatrali il deposito nella biblioteca del conservatorio di una copia di tutti gli spartiti.

### Morte
Mattei morì a Napoli il 31 agosto 1795. 
Il 10 ottobre 1795 la Gazzetta universale lo commemorò con omaggi.

## Opere
- Per saturam exercitationes, Napoli, ex typographia Simoniana, vulgandi venia impetrata, 1759.
- La contesa dei pastori, Napoli, 1766.
- I libri poetici della Bibbia tradotti dall'ebraico originale, ed adattati al gusto della poesia italiana…, 3 volumi, 1766-1768. (6 voll. 1774; 8 voll. 1779).
- La filosofia della musica, o sia La musica de' Salmi, 1779.
- Saggio di risoluzioni di diritto pubblico ecclesiastico, vol. 1, Torino, Giammichele Briolo, 1785.
- Saggio di risoluzioni di diritto pubblico ecclesiastico, vol. 2, Torino, Giammichele Briolo, 1785.
- Saggio di risoluzioni di diritto pubblico ecclesiastico, vol. 3, Torino, Giammichele Briolo, 1785.
- Saggio di risoluzioni di diritto pubblico ecclesiastico, vol. 4, Torino, Giammichele Briolo, 1787.
- Che la dolcezza delle pene sia giovevole al Fisco più che l'asprezza. Paradosso politico, e legale di S. M. S'aggiunge la Costituzione emanata ultimamente in Toscana sulla riforma del Codice Criminale, 1787.
- Del codice economico, politico, e legale delle poste, 1788.